# Geel houtvlieskelkje
Het geel houtvlieskelkje (Hymenoscyphus calyculus) is een schimmel behorend tot de familie Helotiaceae. Het leeft saprotroof op afgevallen takken en takjes van verschillende loofbomen. Het komt veel voor op elzen (Alnus) en soms op naaldbomen. 

## Kenmerken
De apothecia (vruchtlichamen) zijn geel, gesteeld en hebben een diameter tot 2 mm. De sporen zijn enkelvoudig gesepteerd of ongesepteerd, meten 15-18x(3)4-5 µm en hebben meestal guttules. Er zijn geen gespen aanwezig.

## Verspreiding
Het geel houtvlieskelkje komt in Nederland algemeen voor. Het staat niet op de rode lijst en is niet bedreigd.